# Cody Stone
Cody Stone (* 10. Juni 1987 in Hannover als Julian Panczyk) ist ein deutscher Zauberer aus Hannover, der vor allem durch Fernsehauftritte im Disney Channel, bei Kabel eins und Super RTL bekannt wurde.

## Leben
Der Zauberer Cody Stone hat nach eigenen Angaben mit sieben Jahren angefangen zu zaubern. Sein Opa war zu dieser Zeit einer seiner größten Unterstützer und auch der Einzige, der jemals einen Zaubertrick bei einer Familienfeier aufführte. Dabei ließ er eine Münze vor den Augen des begeisterten Enkels verschwinden. Von da an sagte sich Cody: „So etwas möchte ich auch mal können.“ Auch wenn sein Berufswunsch zu dieser Zeit eigentlich Polizist war, verzauberte er schon in der 3. Klasse seiner Grundschule Mitschüler und Lehrer. Schnell folgten weitere Zauberkästen und Bücher. Mit 10 Jahren erlebte er die großen Magier wie David Copperfield, Siegfried & Roy oder Hans Klok. Der Traum von der großen Showbühne und eigenen Zaubershow wuchs. Bereits mit 12 Jahren (im Jahr 2000) tingelte er nach mehreren Zeitungsberichten von Kindergeburtstagen über Straßenfesten zu Hochzeiten und vielen weiteren Events. Seit Ende 2003 tritt er unter dem Künstlernamen Cody Stone auf. Sein Opa Felix war nach wie vor Motivator, Ideengeber und finanzieller Unterstützer. Doch leider verstarb er plötzlich und unerwartet im Mai 2005 nach einem der größten Erfolge seines Enkels (Auszeichnung zum Deutschen Jugendmeister der Zauberkunst). Noch heute widmet Cody seinem Opa eine ganz besondere Illusion in seiner Zaubershow. Cody Stone wohnt nach wie vor im Süden von Hannover.

## Fernsehserien und weitere Highlights
Mit 19 Jahren bekam Cody Stone 2006 seine eigene Fernsehserie Magic Attack, die zunächst auf Kabel 1 und im Disney Channel lief und später zu Super RTL wechselte. Magic Attack war eine Street-Magic-Fernsehserie, in der Zauberei und Illusionen temporeich, raffiniert und für ein junges Publikum ansprechend präsentiert wurden. Die 26-teilige Staffel wurde im Raum Köln aufgezeichnet und im selben Jahr zur Sommerzeit ausgestrahlt. Zur gleichen Zeit stand Cody vor 3.000 Zauberkünstlern aus der ganzen Welt beim Weltkongress der Magier (FISM) in Stockholm mit seinem damaligen Meisterschaftsact „The Skater“ auf der Bühne. Da die Einschaltquoten so gut waren, wurde im Herbst/Winter eine zweite Staffel mit wiederum 26 Folgen produziert. Insgesamt wurden von 2006 bis 2010 vier Staffeln umgesetzt. 2009 kam die 9-teilige Serie Magic Cody und die magische Acht dazu, bei der Cody Stone sich in der finalen neunten Episode von einem Hochhaus verschwinden ließ, um blitzschnell mehrere Stockwerke tiefer bei seinen Zuschauern wieder zu erscheinen. In „Cody Stone und der magische Mond“ bekam er Unterstützung von den „Zauberern vom Waverly Place“. Nach acht Folgen ließ Cody sich und eine Zuschauerin in der Luft unter einem Riesen-Mond schweben. 2010 arbeitete er mit Selena Gomez zusammen und ließ sie in der Fernsehshow Die Zauberer vom Waverly Place – Fanshow in einem Taxi auf der Bühne erscheinen. 2011 moderierte Cody gemeinsam mit Selena Gomez die Serie Let’s do Magic, in der er auf der Suche nach Nachwuchszauberern war. Insgesamt stand Cody Stone in über 100 Episoden für seine Fernsehserien von 2006 bis 2011 vor der Kamera.
2008 ließ Cody Stone die 12.500 m² große Insel Wilhelmstein aus dem Steinhuder Meer in der Region Hannover vor Livepublikum verschwinden. Ein Kamerateam vor Ort und ein Helikopter von oben zeichneten alles auf.
Im Oktober 2010 zauberte Cody Stone auf dem berühmten New Yorker Times Square. Ein Jahr später stand er für eine Woche im „Clarion Hotel & Casino“ in Las Vegas auf der Bühne.
Im Sommer 2013 führte Stone seinen PR-Stunt „Strange“ auf, in dem er zuerst mit verbundenen Augen einen Jaguar F-Type unversehrt durch einen Parcours und dann ein thailändisches Tuk Tuk durch einen mit Menschen gefüllten Stadtpark steuerte.
In „Magic meets Segway“, der weltweit ersten und einzigen Segway-Tour mit Zauberei, präsentiert er Close up Magic, Zauberei und Ausschnitte aus seiner Bühnenshow. Die Tour mit Ihm als Zauberer findet seit 2014 in Hannover mit im Schnitt sechs Terminen pro Jahr statt.
Seit Jahren ist der TV-Illusionist gern gesehener Gast auf „Red Carpet“-Events und verzaubert dort regelmäßig V.I.P.s aus Film und Fernsehen.
Seit 2014 ist Cody Stone mit seiner Zaubershow im Schnitt sechsmal pro Jahr als Zauberer und Gastkünstler auf Kreuzfahrtschiffen von AIDA Cruises unterwegs. Außerdem tritt er bei Firmenevents auf und ist mit seiner „Gadget & Magic“-Show auf Tour in ganz Deutschland.

## Fernsehauftritte (Auszug)
- 2006–2010: Magic Attack (Fernsehserie)
- 2009: Magic Cody und die Magische Acht (Fernsehserie)
- 2010: Cody Stone und der magische Mond (Fernsehserie, 7 Folgen, Disney Channel, Super RTL)
- 2011: Let’s Do Magic (Fernsehserie)
- Die beste Klasse Deutschlands (ARD/KIKA)
- Mr. Big und die Stars (ZDF)
- Frühstücksfernsehen (Sat.1)
- Guten Abend RTL (RTL)
- Beni querbeet (Super RTL)
- Kurze Pause (Disney Channel)
- Die Disney Fanshow – Alle Deine Stars
- Die-Zauberer-vom-Waverly-Place-Fanshow
- Der Bayerische Fernsehpreis 2018 (RTL)

## Showformat „Gadget Magic“
In dem Zauberformat „Gadget Magic“ kombiniert Cody Stone kuriose und außergewöhnliche Gegenstände mit Zauberei. Er lässt sich nach eigenen Angaben durch Charaktere und Filme wie Inspektor Gadget, Iron Man, James Bond oder Batman inspirieren.

## Bühnenshows
- Die Versuchskaninchen (2010–2012)
- Willkommen in meinem Kopf (2012–2014)
- Gadget Magic (2014–2017)
- Gadget & Magic (2017–2019)

## Auszeichnungen (Auszug)
- 2002: 3. Platz Prix Juventa Magica
- 2004: 2. Platz Prix Juventa Magica sowie Sonderpreis
- 2005: Deutscher Jugendmeister der Zauberkunst
- 2006: Künstler des Jahres der Fachzeitschrift "Künstlermagazin" (lt. homepage)